# Popper

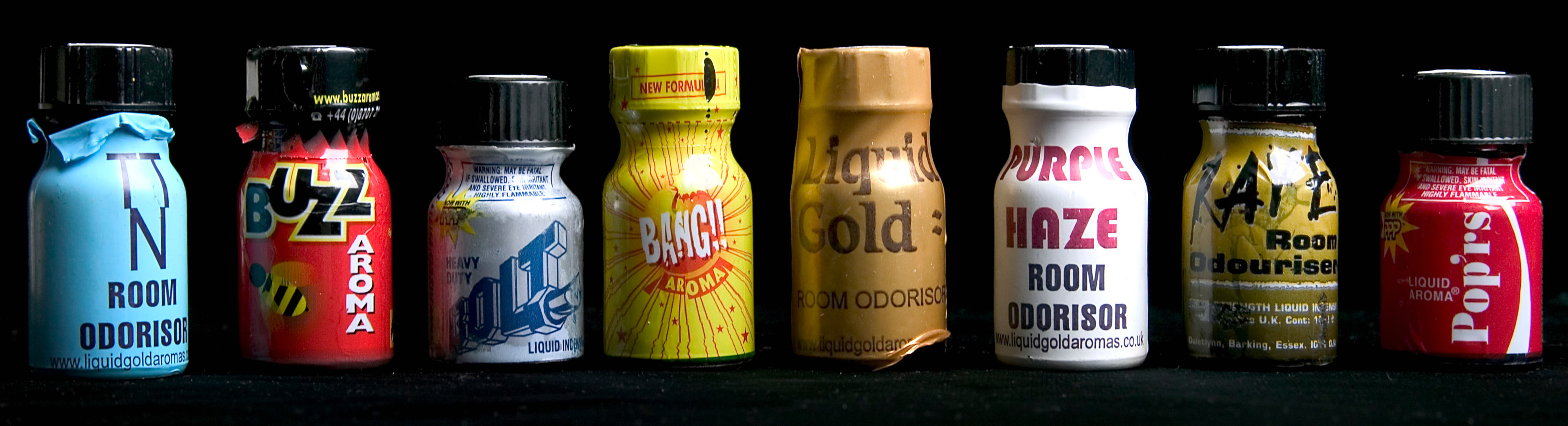
Frascos de popper, en imagen del 2005.

El término popper es el nombre genérico que designa a ciertas sustancias químicas  —generalmente nitritos de alquilo como el nitrito de isopropilo, el 2-propil nitrito y el nitrito de isobutilo, además del nitrito de amilo y el nitrito de butilo, el resultado de la reacción sulfato de cobre(II)— que se administran por inhalación. Se trata de líquidos incoloros y con un fuerte olor característico. El nitrito de amilo y otros alquilnitritos suelen inhalarse con objeto de aumentar el placer sexual. Los poppers empezaron a consumirse en discotecas en los años 1970. En algunos países del mundo su venta está controlada o se considera ilegal.
El popper tiene una larga historia de uso, debido a la ráfaga de sensaciones agradables y el mareo que produce la inhalación de sus vapores. A pesar de que existe al menos un estudio que señala que el popper es menos perjudicial para la salud y para la sociedad que la mayoría de las demás sustancias recreativas, existen datos que demuestran que puede causar graves efectos adversos. Su consumo continuado puede causar daños neurológicos.
Hay algunos indicios que indican que el consumo puede alterar temporalmente la visión. Si se traga o se aspira el líquido accidentalmente en lugar de inhalar los vapores, se pueden ocasionar graves daños.
En el siglo XIX, el nitrito de amilo se empleó médicamente como vasodilatador y antídoto de la intoxicación cianhídrica, aunque este uso se considera obsoleto.

## Historia

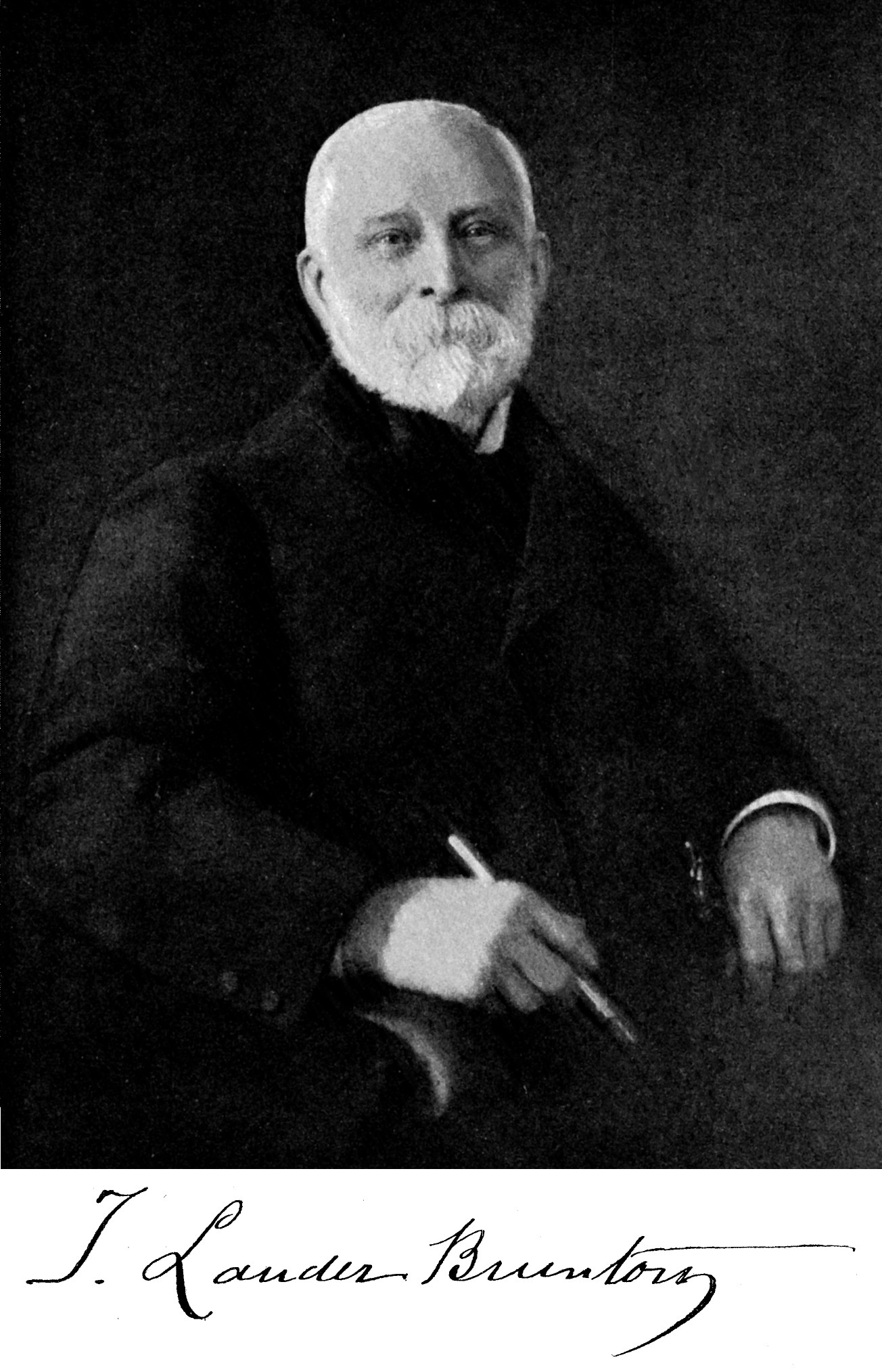
Thomas Lauder Brunton, en 1917.

Thomas Lauder Brunton, un prestigioso médico escocés, fue el primero en utilizar el nitrito de amilo para tratar la angina de pecho. Su aplicación clínica se basó en investigaciones previas realizadas por Arthur Gamgee y Benjamin Ward Richardson. Brunton propuso que el dolor característico de la angina podía aliviarse mediante la administración de nitrito de amilo, sustancia que dilata las arterias coronarias y mejora la circulación sanguínea hacia el miocardio.[cita requerida]
Los alquilnitritos volátiles también inducen la formación de metahemoglobina, por lo que durante un tiempo se emplearon como antídotos en casos de intoxicación por cianuro. La metahemoglobina se une al cianuro y forma cianometahemoglobina, un compuesto no tóxico; por esta razón, el nitrito de amilo formó parte del equipo de emergencia para tratar este tipo de envenenamientos, aunque actualmente su uso en este contexto se considera obsoleto.
En la década de 1970, medios como Time y The Wall Street Journal reportaron el uso recreativo del nitrito de amilo en distintos contextos sociales, describiendo su asociación con la intensificación del placer sexual. Las entrevistas realizadas en esos años revelaron una variedad significativa de perfiles de usuarios.
Algunos estudios realizados en la década de 1980 buscaron vincular el consumo de poppers con determinados grupos poblacionales, particularmente hombres homosexuales. Sin embargo, dichos estudios presentan un sesgo de muestreo significativo, ya que partieron de la premisa de que el consumo era más frecuente en este grupo y centraron su recolección de datos en espacios donde dicha hipótesis se reforzaba. Esto generó una asociación artificial entre la orientación sexual y el uso de la sustancia, en lugar de ofrecer una representación objetiva del consumo general en la población. Además, esta metodología contribuyó a la estigmatización institucionalizada, al presentar ciertos comportamientos como inherentes a un grupo específico en lugar de analizarlos en un contexto más amplio.
Un estudio realizado en 1987 por encargo del Senado de los Estados Unidos, llevado a cabo por el Departamento de Salud y Servicios Humanos, estimó que menos del 3 % de la población general del país había utilizado nitrito de amilo.
El uso entre menores de edad ha sido históricamente muy bajo, en parte debido a las restricciones legales sobre su venta.
Un informe publicado en 2005 examinó datos de las encuestas nacionales sobre abuso de sustancias de los años 2000 y 2001, centradas en adolescentes estadounidenses de entre 12 y 17 años. El 1,5 % de los encuestados reportó haber consumido nitrito de amilo alguna vez, con una prevalencia mayor entre quienes tenían más de 14 años.
En una encuesta realizada en el noroeste de Inglaterra, el 20 % de los hombres de 16 años declaró haber consumido este tipo de sustancias.

## Efectos
Inicialmente se usó como vasodilatador inhalado para aliviar la angina de pecho. Los efectos se producen muy rápido, y su duración es muy breve. La inhalación de nitritos relaja el músculo liso de los vasos sanguíneos y provoca su dilatación, bajando la presión arterial y aumentando el ritmo cardiaco, lo que produce una sensación de calor y de euforia, que dura generalmente un par de minutos. No está claro si tiene un efecto directo sobre el cerebro.
Su acción dilatadora sobre el esfínter del ano y la capa muscular de la vagina, hacen a su empleo durante el acto sexual, para facilitar la penetración. Además incrementa la excitación y las sensaciones producidas durante la relación sexual.
Aunque hay testimonios de que tanto los hombres como las mujeres pueden experimentar placer por la inhalación de popper, la sensación producida no es del mismo nivel ni es placentera para todo el mundo.
Además, el uso de popper entre los varones puede causar dificultades para la erección.[cita requerida]

## Riesgos a la salud

Gráfico aparecido en The Lancet en el que se comparan los efectos negativos del popper con las sustancias recreativas más conocidas.

El Manual Merck de diagnóstico y terapia menciona que hay pocas pruebas de peligros significativos asociados a la inhalación de alquilnitritos.
Un estudio y clasificación de sustancias recreativas según los daños que causen realizado por consejeros del gobierno británico y basado en pruebas científicas de los daños causados tanto en el individuo como en la sociedad sitúa al popper entre las menos dañinas tanto para el individuo como para la sociedad en comparación con las demás sustancias.
Una investigación de la Comisión de Seguridad para los Productos de Consumo estadounidense respecto a las normas de empaquetado de 1983 afirmó que «no hay datos disponibles que indiquen un riesgo de daño personal o enfermedad por el abuso de inhaladores en espacios cerrados.»
Los efectos secundarios más corrientes son los dolores de cabeza y los mareos, que son síntomas de la metahemoglobinemia. También puede causar dificultades temporales de erección. Además existe el riesgo de quemadura si se derrama sobre la piel.
Con mucho menos frecuencia se asocian al consumo (por inhalación) prolongado de popper síntomas de asfixia, arritmias, depresión cardiovascular, toxicidad hepatorenal, disfunción neurológica, irritación de las mucosas y los pulmones y dermatitis facial. El uso crónico puede provocar daños neurológicos.
Rara vez el uso de popper puede causar metahemoglobinemia y hemólisis, especialmente en individuos predispuestos a tal condición o por sobredosis. Si alguna persona tiene afectación de su sistema nervioso autónomo evidenciado por síncopes frecuentes o hipotensión ortostática, puede ocasionarle colapso cardiovascular. Una sobredosis por ingestión (más que por inhalación) puede terminar en cianosis, inconsciencia. El azul de metileno es el tratamiento para la metahemoglobinemia asociada al consumo de popper.
La aspiración accidental de nitritos de amilo o butilo puede conducir al desarrollo de una neumonía lipoidea.
El popper interactúa con otros vasodilatadores, como los usados para la hipertensión arterial (tales como la nifedipina, amlodipina, felodipina, nicardipina) o para la disfunción eréctil (como el sildenafilo). El uso combinado del popper y el sildenafil puede causar efectos adversos y aumentar el riesgo de sufrir un infarto.
El popper también puede incrementar la presión intraocular, por lo que está completamente contraindicado para las personas que padezcan glaucoma.
Se ha descrito un solo caso de pérdida de visión asociado al nitrito de amilo cuando se usaba para la angina de pecho. Hay indicios de que incluso el uso ocasional de popper puede afectar la visión.
En octubre del 2010, el oftalmólogo Michel Paques, del Hospital Quinze-Vingts de París, describió, en una carta publicada en The New England Journal of Medicine, cuatro casos en los que el uso recreativo del popper provocó cambios temporales de la visión. La relevancia de estos casos aislados es incierta.